# モリワキエンジニアリング
株式会社モリワキエンジニアリング（Moriwaki Engineering Co.,Ltd. ）は、二輪・四輪車用部品、用品の研究開発、レース参戦、製造販売を手がけるメーカー。

## 概要
ヨシムラジャパンの創立者、吉村秀雄の弟子である森脇護が、ヨシムラから独立し創業した。社名は創業者の姓から名付けられている。妻の森脇南海子は吉村秀雄の実娘である。
レース活動を積極的に行い、特にフレーム製作で知られる。1970年代から1990年代にかけて、市販車改造カテゴリーであるTT-F1クラスおよびTT-F3クラスにおいてワークスマシンと互角の性能を持つマシンを次々と開発し、1981年の鈴鹿8時間耐久ロードレースで、当時無名のワイン・ガードナーの手によってポールポジションを獲得し広く知られるようになった。1984年には八代俊二のライディングにより全日本ロードレース選手権TT-F1チャンピオンを獲得。当時のライセンス区分で登竜門的区分であった国際B級にも宮城光らのライディングで参戦し若手を発掘。テレビ東京系スポーツバラエティ「Do!スポーツ」との協力で1983年から多くのレース関連企画を番組で放映、清水国明のレース参戦を番組を通じてサポートした。レーシングマシン「モリワキ・モンスター」（カワサキ・Z1000のエンジンをオリジナルアルミフレームに搭載）や、VFR750Rのエンジンをオリジナルフレームに搭載した「Zero-VX7」が特に知られている。また、血縁関係にあるヨシムラジャパンに一時期フレームを納入していた時期もあった。
当初はヨシムラを引き継ぐ形でカワサキ・Z系でレースを行っていたが、1983年にホンダ・CBX400Fのエンジンをモリワキ製フレームに積んだ「モリワキZERO」でノービスF3クラスに参戦。1984年よりホンダが本格的に250ccクラスへ復帰した際に、レーサーのRS250の供給を受け樋渡治と八代が250ccに参戦。TT F1クラスでも独自のフレームにCBX750の直列4気筒エンジンを搭載した。この2年を機にHRCとの関係が近くなり、以後2000年代に至るまで強い友好関係にある。1985年からは250ccクラス用マシンとしてZ型のオリジナルアルミフレームにホンダVツインエンジンを搭載したZero-Z250を投入。1986年にはそのオリジナルマシンでWGP250ccクラス（イギリスGP）にスポット参戦し、樋渡が13位で完走。世界を視野に入れたマシン製作にチャレンジしていた。1986年と1987年にはホンダワークスマシンであるNSR500やNS500を貸与され、全日本ロードレース選手権の最高峰である500ccクラスにフル参戦。86年に八代が1勝、87年も樋渡のライディングにより雨のレースで勝利を挙げるなど健闘を見せた。
若手ライダーの発掘と育成も行っており、モリワキに見出されたガードナーや八代、宮城はその後ホンダワークスチーム(HRC)へと巣立ち、樋渡はスズキワークスへと移籍。ケビン・マギーやピーター・ゴダードもモリワキに見出され、後に世界最高峰クラスであるWGP500で活躍。1985年からは加入条件をサーキット初心者にまで広げた「モリワキクラブ」を立ち上げ、ノービスクラスに参戦する新しい世代のライダーを支援した。
フレーム改造の自由度の高かったTT-F1に対し、現行のJSB1000及びST600ではフレームの改造および変更は基本的には許されないため、近年では上記のようなオリジナルマシンが国内選手権で走る場面は減少したものの、MotoGPにHRCからRC211Vのエンジンの供給を受け、自社のオリジナルフレームに搭載したMD211VFで参戦していた。また、エントリーレベルでのレース活動を積極的に支援しており、ホンダのNS-1をベースにしたレーサーMH80の開発・販売や、4ストローク単気筒エンジンを使用するGP-MONOカテゴリー向けに、各社250モトクロッサー用エンジンが搭載出来る汎用性の高いフレームを開発するなどしている。
2003〜2005年にはMotoGPにオリジナルフレームでワイルドカード参戦した。
MotoGPの旧GP250クラスが2010年より「Moto2」クラスにリニューアルされるのに伴い、同クラス用のマシンとして「MD600」を開発し、2009年のシーズン途中より全日本ロードレース選手権に賞典外ながらテスト参戦。2010年の「Moto2」クラス開始とともにMotoGPに参戦し、MD600を使用していたトニ・エリアスが第2戦スペインGPでの初優勝を皮切りにシーズン7勝を挙げ個人の総合チャンピオンとなり、シーズンのマニュファクチャラーズ・ランキングでもモリワキは2位の成績を残した。Moto2には2013年まで参戦した。
2019年のシーズン終了後、全日本ロードレース選手権及び鈴鹿8耐からの撤退を発表。今後は「環境性能を含めた高性能パーツの開発・製作に注力する」としている。
なお護の娘である森脇緑は「MIEレーシング」をチェコのプラハに設立してスーパーバイク世界選手権に参戦しているが、これはモリワキとは関係のない独立したチームである。
創業50年を迎えた2023年9月、護が会長に、尚護が社長に就任。2024年12月現在、尚護が会長に就いている。
オートバイ用パーツの他に「モリワキ最中」という和菓子も発売している。

## リンク
- 公式サイト